# Pont Matadi
Le Pont Président Mobutu (ou Pont Maréchal Mobutu,,) est un pont suspendu se trouvant à Matadi, en république démocratique du Congo. Il traverse le fleuve Congo et permet de relier par la route Matadi au territoire de Seke-banza sur la route de Boma, facilitant ainsi les échanges entre les districts des Cataractes et du Bas-Fleuve. Situé à une cinquantaine de kilomètres vers l'aval du fleuve. C'est un des deux seuls ponts majeurs (l'autre étant le pont Kongolo) à traverser un cours du bassin du fleuve Congo.
Construit dans le cadre de la coopération financière du Japon par l'entreprise belge BESIX au début des années 1980, il resta le pont suspendu le plus long du continent africain jusqu'en 2018, et il attire régulièrement des touristes.
Situé sur un axe routier stratégique, le pont Maréchal joue un rôle essentiel dans le transport des matières premières, notamment les minerais, vers les ports maritimes. Il a ainsi permis d'ouvrir de nouvelles perspectives pour le développement de cette région enclavée. Les technologies de pointe mises en œuvre lors de sa construction, inspirées du projet du Grand pont de Seto au Japon, ont fait de cet ouvrage une référence en matière d'infrastructures.

## Historique
La République Démocratique du Congo s'étend sur de vastes territoires. C'est dans ce pays, riche en ressources naturelles, que se dresse le pont Maréchal, un véritable chef-d'œuvre d'ingénierie. Unique en son genre sur le continent africain, il franchit le majestueux fleuve Congo, le deuxième plus grand fleuve au monde en termes de débit, reliant ainsi les régions les plus reculées du pays.
Durant la construction du pont Maréchal, véritable prouesse d'ingénierie en Afrique, pas moins de 74 experts japonais ont été dépêchés sur place pour partager leur savoir-faire. Ces spécialistes, travaillant en étroite collaboration avec l'Organisation pour l'Équipement de Banana-Kinshasa (OEBK), ont apporté une expertise technique indispensable à la réalisation de ce projet d'envergure. Parmi eux, Tatsumi Masaaki, un ingénieur chevronné spécialisé dans les ponts suspendus, a été un acteur clé des travaux. Intégré en tant qu'ingénieur interne dès 1981, il a participé à toutes les étapes de la construction jusqu'à son achèvement en 1983.
Le projet avec quatorze mois d'avance sur le calendrier initial, grâce à un ensemble de facteurs, explique Tatsumi Masaaki, aujourd'hui conseiller technique chez Oriental Consultants Global Co., Ltd. L'utilisation d'équipements de pointe, l'efficacité des équipes et, surtout, la synergie entre les experts japonais et les ingénieurs congolais ont été déterminantes.
Ce projet ambitieux, rendu possible grâce à un prêt de l'Agence japonaise de coopération internationale (JICA), a permis de renforcer les liens entre les deux pays et de contribuer au développement économique de la RDC.
L'inauguration du pont Maréchal, en 1983, a été un événement marquant pour la République Démocratique du Congo. Des milliers de Congolais ont célébré cet accomplissement en traversant le pont, le faisant vibrer sous le poids de la foule enthousiaste. Plus qu'une simple infrastructure, le pont Maréchal est rapidement devenu un symbole fort, témoignant de l'ambition du pays et de l'amitié Nippo-congolaise. Il reste, à ce jour, une source de fierté pour les Congolais et un lien indélébile entre les deux nations.
Conçu pour être le poumon économique de la région, le pont a rapidement été confronté aux tumultes de l'histoire congolaise. Les années 90, marquées par des instabilités politiques et des conflits armés, ont mis à rude épreuve les infrastructures du pays. Le pont Maréchal n'a pas échappé à cette épreuve. Le départ des experts japonais, l'absence de moyens financiers et le manque de personnel qualifié ont mis en péril son entretien.
Pourtant, face à l'adversité, des ingénieurs congolais, tels André Madiata Ndele Buba et Kalombo Mukeba Josef, ont fait preuve d'un dévouement sans faille. Forts de leur expérience acquise lors de la construction du pont, ils ont endossé le rôle de "gardiens du temple". Malgré les conditions difficiles, ils ont maintenu le pont en état de fonctionnement, guidés par les manuels techniques laissés par les experts japonais.
En 2012, avec le retour de la stabilité, le Japon a renoué sa coopération avec la République Démocratique du Congo. Un projet de renforcement de la gestion du pont Maréchal a ainsi vu le jour. Lors de sa première visite sur le site depuis de nombreuses années, M. Tatsumi, expert japonais, a été ému de constater l'état remarquable du pont. "C'était comme si le temps s'était arrêté", confiait-il. Malgré les décennies écoulées, le pont semblait inchangé.
Cette pérennité s'explique par l'attachement profond des Congolais à cet ouvrage. En prenant soin du pont au quotidien, ils ont préservé un héritage technique et un symbole fort de la coopération entre les deux pays. Cet attachement, transmis de génération en génération, est la preuve que les valeurs de partage et de solidarité perdurent, même dans les moments les plus difficiles.

### Historique des évènements
1973 : Après son séjour officiel au Japon, le président Mobutu pose la première pierre d'un projet de construction du pont suspendu sur le fleuve congo.
17 Décembre 1979 : Les travaux de construction du pont enjambant le fleuve Zaïre, aujourd'hui Congo, sont officiellement lancés à Matadi.
20 Mai 1983 : Inauguration solennelle du pont mixte route-rail, un ouvrage d'art de 720 mètres de long, fruit d'une coopération franco-japonaise.
Juin 2004 : Par décret ministériel, par le ministre congolais des Transports, Joseph Olengankoy, le pont de Matadi est rebaptisé en hommage à son initiateur, le maréchal Mobutu.
Décembre 2009 : un système de péage électronique, financé par Chanimetal et une entreprise serbe, a été mis en place au Pont Maréchal pour optimiser les revenus générés par son utilisation.

## Description
Le pont a été réalisé par un consortium d'entreprises japonaises et financé en partie par le gouvernement japonais à la requête du président Mobutu.
Le pont est le seul permettant de traverser le fleuve sur son cours moyen et inférieur.  Auparavant, la traversée s'effectuait par des barges dans l'axe de Dibongo menant vers le marché Damard dans la direction de l'hôtel Central. Le pont le plus proche est le pont de Kongolo qui se trouve en amont à Kongolo au Katanga, à quelque 2 800 km. Il est géré par l'Organisation pour l’équipement de Banana-Kinshasa (Oebk).
Il était supposé être un pont mixte rail-route mais le chemin de fer n'a pas encore été installé[réf. nécessaire]. Sa construction a débuté en 1979 et fut achevée en 1983, la longueur de sa travée principale est de 520 mètres pour une longueur totale de 722 mètres.